# Minardi M197
La Minardi M197 è una vettura di Formula 1, la dodicesima dell'omonimo team, impiegata nel corso della stagione 1997. Disegnata da Gabriele Tredozi, era guidata da Ukyo Katayama e dal debuttante Jarno Trulli, poi sostituito a campionato in corso da Tarso Marques.
Basata sui medesimi principi che avevano caratterizzato la precedente M195, la vettura presentava diverse novità e venne sviluppata nella galleria del vento della Fondmetal a Casumaro. Nonostante le maggiori risorse a disposizione nessuno dei piloti conquistò punti e il miglior risultato fu un nono posto ottenuto per due volte da Trulli.

## Contesto

### Il passaggio societario a Briatore
Fin dall'estate del 1996 le condizioni economiche del team Minardi erano critiche, vista la presenza di un alto stock di debito che metteva in forte dubbio la possibilità di partecipare al Campionato mondiale di Formula 1 1997. Flavio Briatore, già proprietario della Ligier e amministratore delegato della Benetton, guidò quindi una cordata di imprenditori, che vedeva coinvolto anche l'ex pilota Alessandro Nannini, all'acquisto di una rilevante partecipazione azionaria della scuderia romagnola. L'accordo, fortemente caldeggiato da Bernie Ecclestone, venne formalizzato nell'ottobre del 1996. A Briatore sarebbe spettato il 60% delle quote, mentre Minardi e il suo socio Beppe Lucchini avrebbero mantenuto il 14,5% ciascuno. Nonostante ciò Minardi rimase nel suo ruolo di presidente e direttore tecnico.
Una volta risanata la situazione finanziaria, la scuderia faentina si ritrovò a poter disporre di un budget di circa 35 miliardi di lire con cui affrontare la stagione. Si registrò quindi il passaggio agli pneumatici Bridgestone, al debutto in Formula 1, e Briatore stesso si occupò di stipulare l'accordo con la Brian Hart Ltd. per la fornitura di motori, anche se la decisione venne accolta con delusione all'interno del team, visto che da più parti si sperava in un accordo con la Mugen-Honda. La progettazione della M197 era, però, già partita nel corso dell'estate e questo accordo tardivo rallentò il lavoro di sviluppo.

### La scelta dei piloti

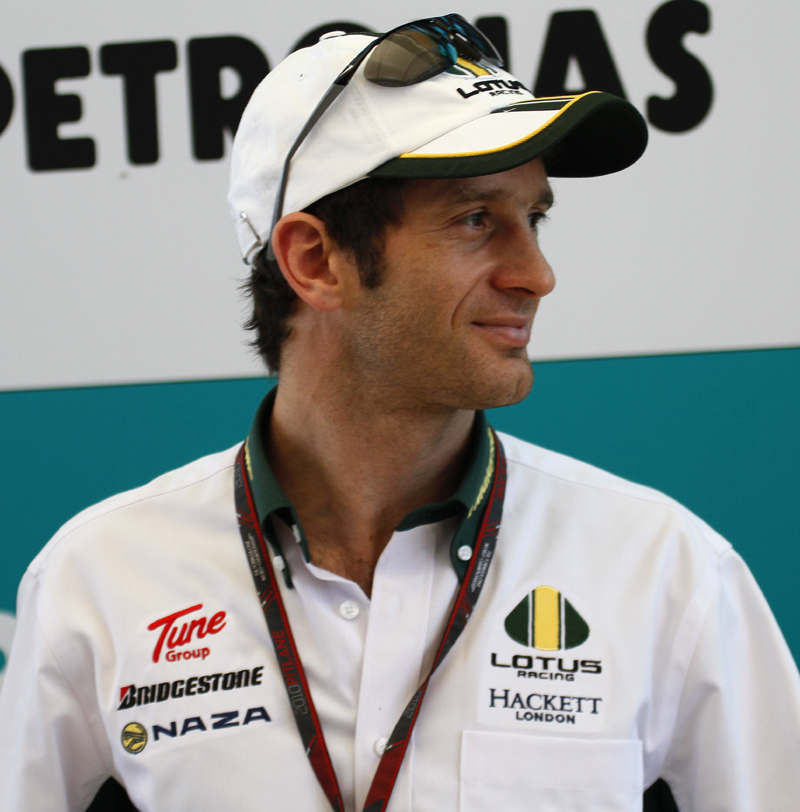
Jarno Trulli (qui nel 2010) venne scelto come secondo pilota del team per la stagione ; con la M197 ottenne due noni posti, prima di passare alla a campionato in corso per sostituire l'infortunato Panis.

Viste le risorse finanziarie abbastanza limitate, la Minardi doveva affidarsi ad un pilota pagante. Dopo che erano stati accostati al team i nomi di Ricardo Rosset e Tarso Marques, la scelta ricadde su Ukyo Katayama, annunciato a fine dicembre e in grado di garantire la cospicua sponsorizzazione della Mild Seven.
Vista, poi, l'intenzione di Briatore di usare la casa faentina come Junior team della Benetton, come secondo pilota venne assunto Jarno Trulli. L'abruzzese, nonostante un'esperienza limitata di collaudatore alla Benetton, con cui aveva percorso appena 60 giri, era ritenuto una delle migliori promesse dell'automobilismo e un anno alla Minardi gli avrebbe permesso di accumulare chilometri in vista della stagione successiva.

## La vettura
La Minardi M197 riprendeva i concetti iniziati con la M195, seppur con diverse novità dovute sia al cambio dei regolamenti che a migliorie introdotte appositamente per la stagione. Il progetto, svoltosi sotto la supervisione di Gabriele Tredozi, vedeva impegnati Mauro Gennaro, che si occupava del disegno della vettura coordinando altri otto ingegneri che utilizzavano il sistema informatico CAM, e Mariano Alperin, addetto allo studio dell'aerodinamica. L'argentino era assistito da Davide Colombo, proveniente dalla Durango, ed entrambi si occuparono di migliorare il carico aerodinamico della vettura, utilizzando la galleria del vento di Casumaro.

### Aerodinamica

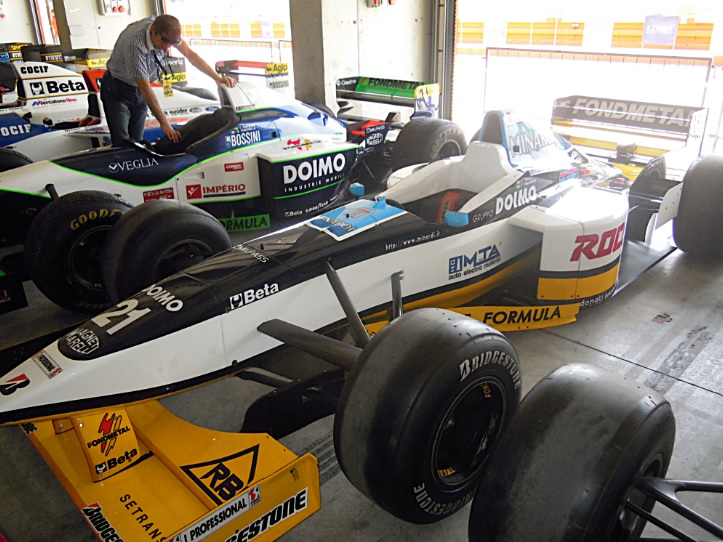
Primo piano dell'avantreno della M197, qui in esposizione durante l'Historic Minardi Day.

La Minardi M197 si presentava come una vettura convenzionale, seguendo la tendenza delle monoposto con muso alto. La base del telaio non presentava notevoli differenze rispetto alle vetture che l'avevano preceduta, visto che la squadra si limitò ad aggiornarlo ai nuovi regolamenti. Più profondo il lavoro effettuato per migliorare l'aerodinamica; vennero infatti effettuate numerose modifiche che riguardavano l'avantreno della monoposto. Per avere maggior carico aerodinamico vennero introdotti, ai lati dell'alettone anteriore, due piccole pinne che rappresentavano una soluzione fino a quel momento mai adottata. Al tempo stesso furono prolungate le paratie centrali, ora direttamente collegate ai deviatori di flusso delle sospensioni anteriori.
Anche la zona centrale della vettura non fu immune da cambiamenti, visto che le fiancate vennero rese più tondeggianti ed alte. Queste ultime, dal Gran Premio di San Marino, subirono un ulteriore assottigliamento nella parte inferiore.

### Motore
Per il 1997 ci fu anche il cambio di propulsore con il passaggio dal Ford all'Hart. Questa modifica comportò una rivisitazione del progetto iniziale, visto che il motore fornito dalla casa inglese era più leggero e meno ingombrante del Cosworth. Inoltre il passaggio dall'elettronica TAG a quella di Magneti Marelli comportò iniziali problemi di affidabilità. Aveva però un baricentro più basso e avrebbe dovuto permettere una migliore gestione dei flussi aerodinamici. Per adattare il propulsore alla M197 vennero modificati cambio, cofano motore e la sospensione posteriore.
Nonostante ciò il passaggio al propulsore Hart venne accolto con freddezza dal team faentino, visto che la squadra sperava di poter disporre del più potente V10 della Mugen-Honda piuttosto che del V8 prodotto dai britannici. L'830 AV7 era in grado di sprigionare una potenza di 640 CV, tra le più basse del mondiale, anche se la Hart promise sviluppi per arrivare fino a 680 CV. Era comunque il secondo propulsore più leggero, pesando appena 107 chilogrammi, due in più dello Yamaha fornito alla Arrows.
La prima evoluzione del propulsore venne presentata, insieme alle novità aerodinamiche, al Gran Premio di San Marino. In questa occasione la Hart fornì alla Minardi un propulsore aggiornato e in grado di disporre di 20 CV in più.

### Sospensioni e freni
La M197 utilizzava uno schema di push-rod per le sospensioni. A partire dal Gran Premio di Gran Bretagna, seguendo quanto fatto dalle altre scuderie, anche la Minardi introdusse una carenatura a copertura dei bracci delle sospensioni. Il triangolo della sospensione posteriore era invece strutturato in modo da passare sopra i lati dell'estrattore.
L'impianto frenante era fornito dalla Brembo e la casa faentina studiò anche un inedito sistema per il controllo elettronico della ripartizione della frenata, che tuttavia non utilizzò mai in gara. Al Gran Premio d'Ungheria, per avere dati utili per la futura installazione di detto sistema, posizionò dei sensori per monitorare le temperature dei dischi frenanti.

## Presentazione
La M197 venne presentata il 4 febbraio 1997 nell'ex museo dell'automobilismo all'Autodromo nazionale di Monza davanti ad una buona cornice di pubblico. Alla cerimonia partecipò il fondatore della scuderia Gian Carlo Minardi, che si dichiarò ottimista sulla stagione e affermò che potevano essere ottenuti risultati importanti, oltre ai piloti Katayama, Trulli e Marques. Il giapponese si espresse in maniera simile a Minardi, dichiarando di aspettarsi qualche punto durante la stagione o addirittura un podio, mentre Trulli affermava come per lui fosse necessario concludere quante più gare possibili.
La monoposto si presentava con i colori che avevano caratterizzato le livree dei primi anni novanta: bianco, giallo e blu notte. Come sponsor mantenne Doimo, Fondmetal e Valleverde, a cui si aggiunse la Mild Seven.

## Carriera agonistica

### Test
La M197 compì i suoi primi giri in pista al Mugello il 1º febbraio del 1997, in preparazione della presentazione ufficiale del 4 febbraio. Il calendario ufficiale prevedeva, inizialmente, ulteriori prove sul tracciato fiorentino anche la settimana seguente, per poi spostarsi all'Estoril il 14 e il 15 febbraio.
Durante i test al Mugello, caratterizzati dalla pioggia nei primi giorni, Ukyo Katayama realizzò i migliori parziali girando in 1:30.400, battendo il precedente record della Minardi su questo tracciato. Il venerdì al posto del giapponese provò l'italiano Trulli, il quale compì 18 giri e si concentrò soprattutto sulla conoscenza della vettura, ma venne fermato da un problema al cambio.
In Portogallo, la casa faentina testò, invece, per sei giorni contro i due previsti inizialmente, alternando nuovamente i piloti. Katayama compì, nei primi quattro giorni, più di 500 chilometri, fermando il cronometro in 1:20.440, circa due secondi in più rispetto al miglior tempo di Jacques Villeneuve. Più lento Trulli che percorse una distanza minore, segnando, come miglior tempo, un 1:24.080. Il terzo pilota Marques, che avrebbe dovuto prendere parte al test, non fu in grado di girare per la rottura della frizione sulla sua vettura.

### La stagione
La stagione si aprì con il Gran Premio d'Australia, in cui le Minardi si qualificarono al quindicesimo posto con Ukyo Katayama e al diciassettesimo con Jarno Trulli. Proprio il pilota italiano impressionò gli esperti, in quanto non aveva molti chilometri di test sulle spalle e aveva accusato un distacco modesto dal ben più esperto compagno di squadra. In gara i due navigarono attorno a posizioni di metà classifica, fino a quando Katayama non fu costretto al ritiro per un problema all'impianto di pescaggio della benzina. L'abruzzese, invece, fu protagonista di una corsa di sostanza e riuscì a portare la sua vettura al traguardo, tra la soddisfazione del team faentino, ma era attardato di tre giri a causa di un problema tecnico al motore che ne aveva limitato le prestazioni; inoltre la sua forma fisica non era ancora ottimale per poter coprire un Gran Premio intero.
Proprio il pilota italiano fu protagonista delle migliori prestazioni della Minardi ad inizio stagione, cogliendo un dodicesimo posto in Brasile, favorito anche dalla strategia di gara visto che compì una sosta in meno di chi aveva davanti, contro il diciottesimo di Katayama, autore di diversi errori in tutto il fine settimana di gara. Lo stesso Trulli replicò il piazzamento ottenuto in Australia pure in Argentina, nonostante un errore in qualifica nel giro veloce e un suo coinvolgimento in un incidente al via che gli rovinò gli pneumatici.
Il ritorno in Europa coincise con il Gran Premio di San Marino che vide l'introduzione da parte della Minardi di novità aerodinamiche e l'utilizzo di un propulsore più potente. Nonostante ciò le vetture della casa faentina mostrarono un rilevante calo di affidabilità, visto che Katayama ruppe la frizione e un motore durante le prove, mentre in gara Trulli fu costretto al ritiro nel giro di formazione. Dopo due prestazioni deludenti a Monaco e in Spagna, al Gran Premio del Canada l'abruzzese sfiorò i primi punti stagionali per il team, ma venne costretto al ritiro. Proprio nell'appuntamento in terra nordamericana Olivier Panis ebbe un grave incidente che lo costrinse a saltare diverse gare. Per la sua sostituzione Alain Prost sottopose Trulli ed Emmanuel Collard a un test comparativo e l'italiano ottenne i parziali migliori, passando quindi alla Prost fino al termine della stagione. Per sostituirlo la Minardi promosse a titolare il terzo pilota Tarso Marques. In Francia entrambi i piloti ottennero buoni tempi in sessione di prove libere, svoltesi su pista bagnata, piazzandosi virtualmente a metà schieramente, ma in qualifica furono relegati in ultima fila e in gara non impressionarono, con Katayama undicesimo e Marques ritirato. Proprio il brasiliano fu vittima di un incidente durante alcuni test a Silverstone, uscendo di strada a oltre 270 km/h, ma fortunatamente non riportò alcuna conseguenza. La seconda parte della stagione fu comunque amara per la Minardi, che non fu in grado di sviluppare la vettura e venne rallentata anche da vari inconvenienti, come in Gran Bretagna, con il solo Marques al traguardo in decima posizione dopo una buona gara o in Germania, dove entrambi i piloti si ritirarono. La squadra terminò quindi il campionato all'undicesimo posto senza ottenere alcun punto, con due noni posti come migliori risultati.
Durante la stagione circolarono voci sulla vendita del team alla British American Tobacco (che avrebbe poi creato la BAR). Briatore e Nannini avevano già trovato l'accordo con il colosso del tabacco per la cessione delle proprie quote, ma la ferma opposizione di Rumi bloccò l'operazione. A questo punto il patron della Fondmetal decise di acquistare la totalità dell'azienda, ma anche in questo caso senza sufficienti fondi per svilupparla.

#### Risultati completi
| Anno | Vettura | Motore       | Gomme | Piloti   |     |    |     |    |     |     |     |     |     |     |    |     |     |    |     |     |    |  |  |  |  |  |  |  | Punti | Pos. |
| ---- | ------- | ------------ | ----- | -------- | --- | -- | --- | -- | --- | --- | --- | --- | --- | --- | -- | --- | --- | -- | --- | --- | -- |  |  |  |  |  |  |  | ----- | ---- |
| 1997 | M197    | Hart 830 AV7 | B     | Katayama | Rit | 18 | Rit | 11 | 10  | Rit | Rit | 11  | Rit | Rit | 10 | 14  | Rit | 11 | Rit | Rit | 17 |  |  |  |  |  |  |  | 0     | NC   |
| 1997 | M197    | Hart 830 AV7 | B     | Trulli   | 9   | 12 | 9   | NP | Rit | 15  | Rit |     |     |     |    |     |     |    |     |     |    |  |  |  |  |  |  |  | 0     | NC   |
| 1997 | M197    | Hart 830 AV7 | B     | Marques  |     |    |     |    |     |     |     | Rit | 10  | Rit | 12 | Rit | 14  | ES | Rit | Rit | 15 |  |  |  |  |  |  |  | 0     | NC   |